# Reykjavík
Reykjavík (AFI: (italiano) /ˈrɛikjavik/; (islandese) [ˈreɪcaviːk]) o, ufficialmente, Reykjavíkurborg ("città di Reykjavík"), è la capitale e la principale città dell'Islanda. Con circa 140 000 abitanti è il cuore politico, culturale ed economico dell'isola. Vi si trovano le maggiori facoltà universitarie del Paese, teatri, musei e istituzioni culturali e i principali servizi caratteristici di una capitale occidentale. Forma con altre città un conglomerato urbano di circa 206 000 abitanti, ovvero due terzi dell'intera popolazione islandese (circa 320 000 abitanti).
Si crede che Reykjavík sia stato il primo insediamento permanente dell'isola. La sua fondazione avvenne per opera di Ingólfur Arnarson intorno all'anno 870 d.C. Il significato islandese del nome, in italiano, può essere tradotto in baia dei fumi (spesso erroneamente tradotto come "baia del fumo" o, ancor più erroneamente come "baia fumosa" anche in lingua inglese), termine che rimanda ai vapori di origine geotermica caratteristici della zona. Lo sviluppo urbano, dalle precedenti fattorie, cominciò solo nel XVIII secolo.

## Geografia fisica

### Territorio

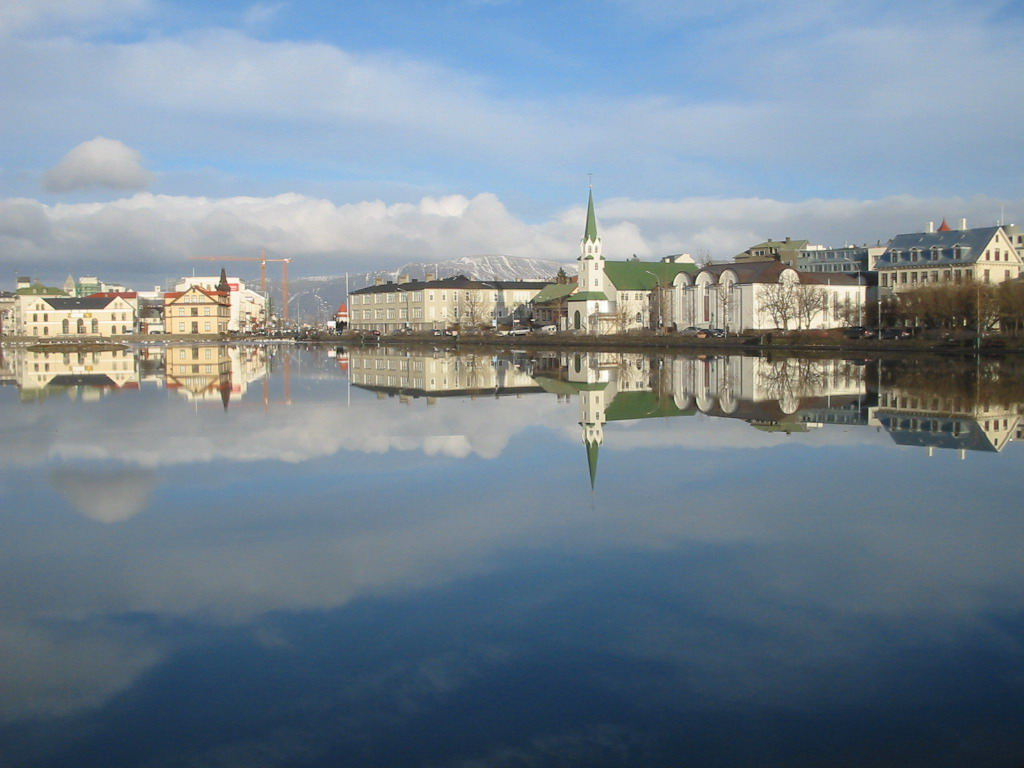
Il lago Tjörnin a Reykjavík.

Reykjavík è situata nella parte sud-ovest dell'Islanda, nel golfo Faxaflói, ed è bagnata dalle acque dell'oceano Atlantico.
La morfologia del territorio è costituita da una serie di colline, baie, isole e penisole.
La sua vicinanza alle principali faglie della dorsale medio atlantica, di cui l'Islanda è un punto emerso dalle acque, fa sì che si verifichino frequenti terremoti, principalmente di bassa intensità e non avvertiti dalla popolazione.
Al centro della città è situato in un piccolo lago, il Tjörnin (il nome significa letteralmente "lo stagno") detto anche Reykjavíkurtjörn.
La vicinanza al circolo polare artico fa sì che in giugno, in parte di luglio e alla fine di maggio non ci sia la notte ma il Sole è molto meno intenso del nostro estivo. Tuttavia il Sole scende sempre sotto la linea dell'orizzonte, creando una luce crepuscolare. Da notare per i viaggiatori che, per ragioni legate ai fusi orari, il momento più scuro della giornata ovvero la mezzanotte naturale islandese avviene attorno all'01:30 dell'ora legale locale. D'inverno si verifica invece il fenomeno opposto: il Sole si alza poco sopra la linea dell'orizzonte per non più di quattro ore al giorno. Il mezzogiorno locale vero di dicembre della parte meridionale dell'isola, con il fuso orario anche in inverno attorno alle 13:20, è dunque assimilabile al nostro Sole delle 16:15 (fuso orario UTC+1) attorno al solstizio.

### Clima
Non è frequente vedere le temperature al di sotto dei −15 °C in inverno. Questo avviene perché il clima costiero islandese in inverno è mitigato dalle calde acque della corrente del Golfo. Il clima è subpolare oceanico (classificazione dei climi di Köppen: Cfc), l'Isola sorge a una latitudine pari all'estremità settentrionale della zona temperata. La posizione costiera di Reykjavík la rende soggetta al vento e infatti in inverno sono comuni le tempeste e i blizzard. Le estati sono fresche, con temperature comprese mediamente tra i 10 °C e i 15 °C, raramente attorno ai 20 °C. Reykjavík non è una città particolarmente umida, ma comunque in media ci sono 148 giorni di pioggia all'anno. I periodi di siccità sono estremamente rari, ma possono verificarsi in qualche estate oltremodo calda. Per esempio nell'estate 2007 non piovve per un mese intero. La primavera è generalmente la stagione più soleggiata. Le ore di sole annuali sono circa 1300.
La temperatura più alta mai registrata a Reykjavík furono i 26,2 °C del 30 luglio 2008, mentre quella più bassa si ebbe il 21 gennaio 1918 con −24,5 °C. La temperatura non scende al di sotto dei −20 °C dal 30 gennaio 1971. Il 29 dicembre 2011, invece, si sono registrati contemporaneamente due record riguardanti la neve. Il primo riguarda l'accumulo: al suolo c'erano ben 33 cm di neve a Reykjavík e negli adiacenti comuni. Infatti, era dal 1921 che non si verificavano nevicate del genere in ventiquattro ore sulla capitale islandese. L'altro record battuto è quello della presenza di neve al suolo ininterrottamente dal 26 novembre.
| Mese                           | Gen | Feb | Mar | Apr | Mag | Giu | Lug | Ago | Set | Ott | Nov | Dic |  | Anno |
| ------------------------------ | --- | --- | --- | --- | --- | --- | --- | --- | --- | --- | --- | --- |  | ---- |
| Temperatura massima media (°C) | 2   | 2,5 | 4   | 6   | 10  | 12  | 14  | 14  | 11  | 7   | 4   | 2   |  | 7,4  |
| Temperatura minima media (°C)  | -2  | -2  | -1  | 1   | 4   | 7   | 9   | 8   | 6   | 3   | 0   | -1  |  | 2,7  |
| Piogge (mm)                    | 89  | 64  | 62  | 56  | 42  | 42  | 50  | 56  | 67  | 94  | 78  | 79  |  | 779  |

## Storia

### Dall'anno 870: i primi colonizzatori
Il Landnámabók ("Libro della colonizzazione") narra che Ingólfur Arnarson, uno dei primi coloni in Islanda, fondò Reykjavík nell'anno 874 d.C seguendo un rituale vichingo, che consisteva nel gettare in mare i pali portanti della precedente residenza e vedere dove si arenavano.
Scavi archeologici confermano che vichinghi norvegesi si siano stabiliti in quest'area nel periodo indicato dalle saghe.
Una nuova parte di quella che potrebbe essere stata la casa di Ingólfur Arnarson è stata trovata nelle vicinanze del parlamento e del municipio ed è attualmente oggetto di studi.

### Il XVIII secolo
Fino al XVIII secolo la località era formata solo da alcune fattorie e aveva un'esigua importanza.
Skúli Magnusson, dal 1749 giudice con sede a Bessastaðir, è considerato oggi il padre della città in quanto determinò la crescita della località. Insediò le prime industrie cominciando dalla trasformazione della lana, a dispetto dei monopolisti danesi.
In seguito a un cambiamento nella restrittiva politica commerciale e industriale danese seguita alla catastrofica eruzione vulcanica di Laki nel 1783 si insediarono le prime industrie per la trasformazione del pesce e i primi cantieri navali.
Nel 1786 la località di ormai circa duecento abitanti riceve lo status di città. La denominazione Kaupstaður indica come l'economia fosse legata anzitutto al commercio. Di conseguenza era una delle sei città che ottenne particolari diritti commerciali in seguito alla parziale sospensione del monopolio commerciale danese.
La crescente importanza della città la si può desumere anche da altri fatti: alla fine del XVIII secolo vennero trasferiti a Reykjavík la sede vescovile e l'importante scuola di latino di Skálholt.

### Il XIX secolo

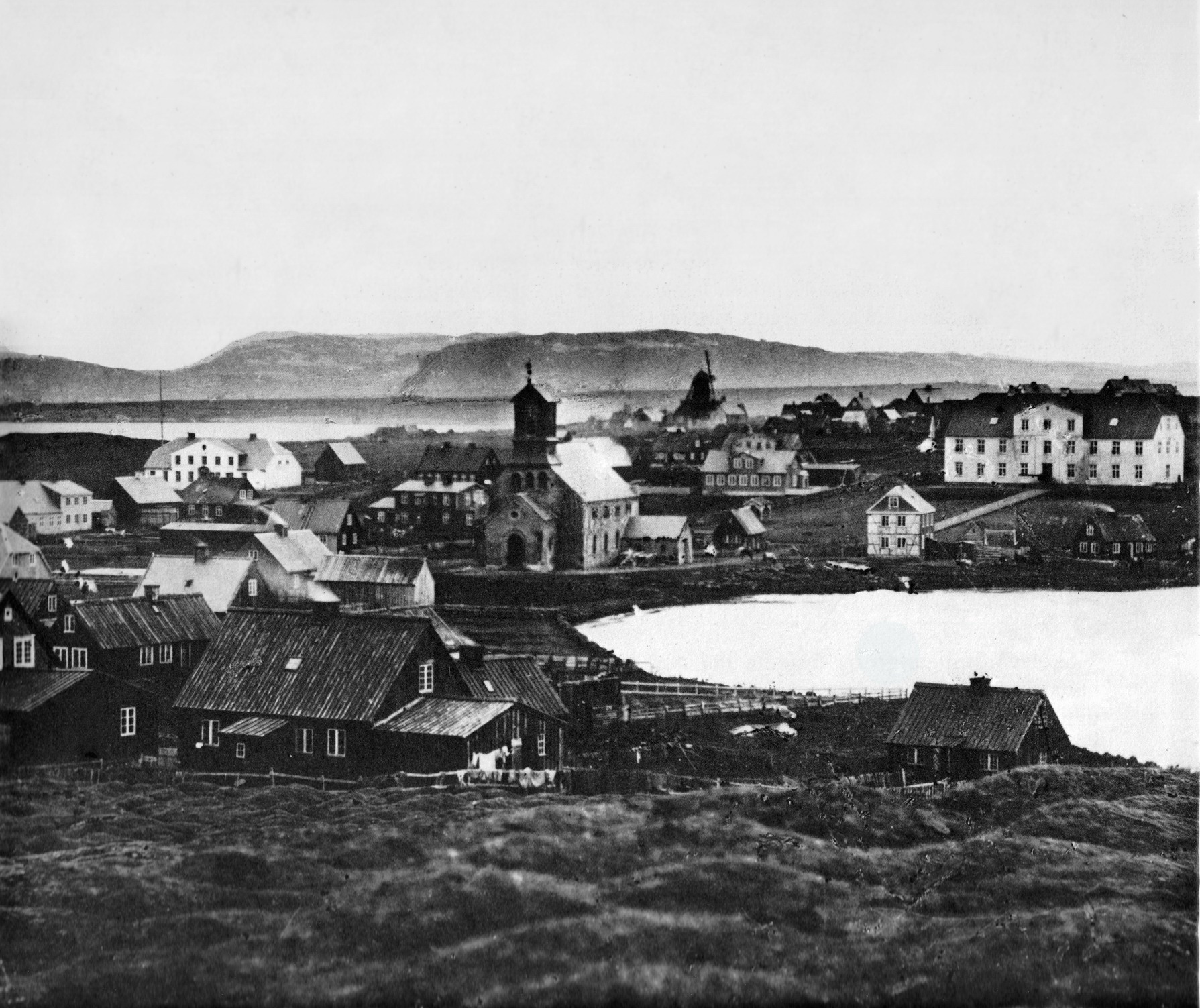
Reykjavík a metà Ottocento.

Islandesi che viaggiavano portarono sull'isola l'idea di un'identità nazionale e il desiderio di indipendenza così diffusi nella metà del XIX secolo sull'Europa continentale. Reykjavík divenne il centro intellettuale del Paese cosicché il risorgimento dell'Islanda verso l'indipendenza si accompagna alla crescita della città.
Nel 1845 l'Alþingi, cioè il parlamento, si trasferisce a Reykjavík, anche se ancora senza alcun vero potere ma soltanto con funzione consultiva alla corona danese. Ciononostante da allora Reykjavík viene considerata la capitale del Paese. L'Alþingi ottenne soltanto nel 1874 poteri legislativi, per quanto limitati e, pur possedendo ora il Paese una propria costituzione, dipendeva come prima ancora dalla Danimarca.

### Dal XX secolo fino ai giorni nostri

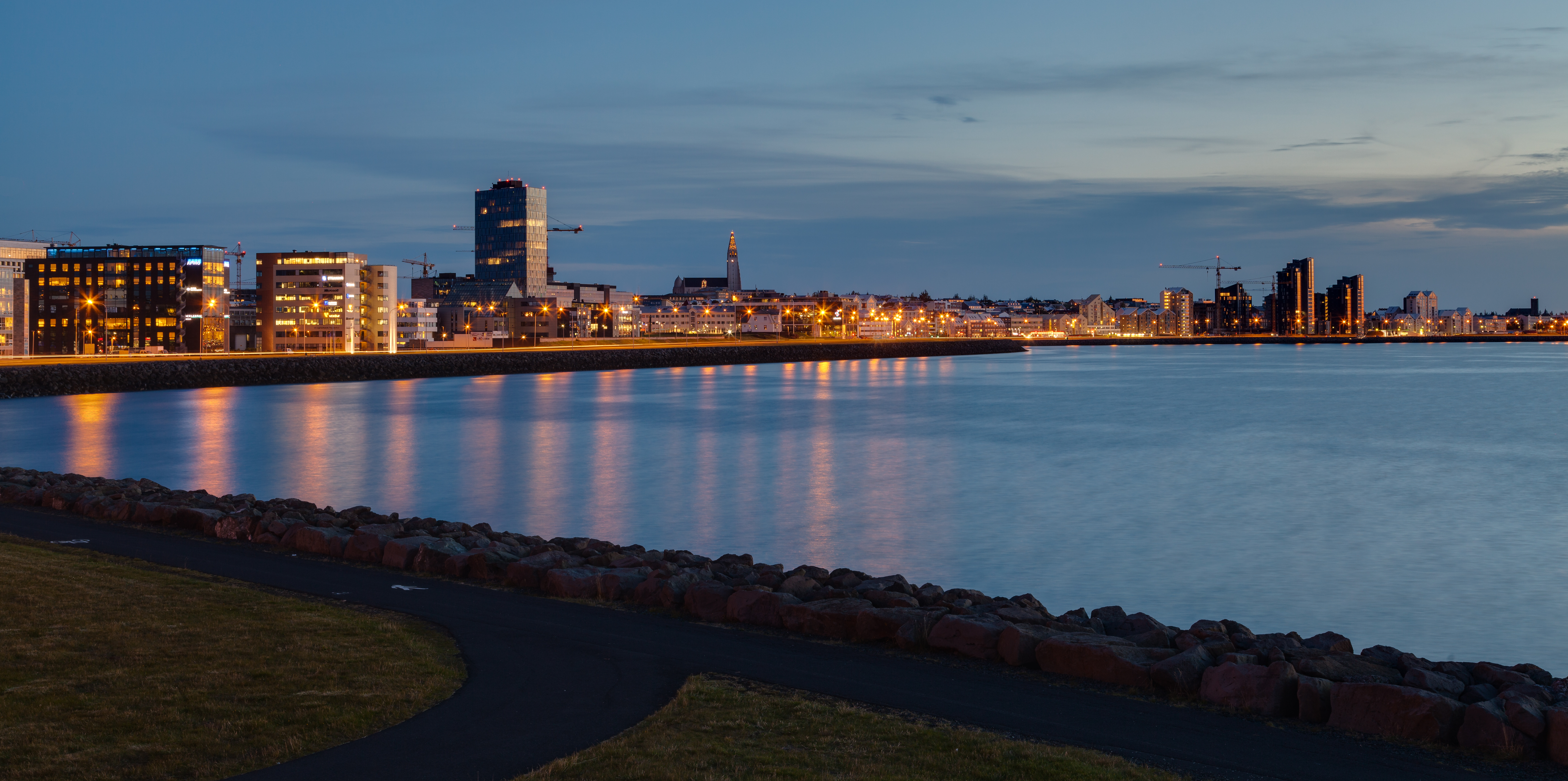
Skyline di Reykjavík oggi.

A poco a poco l'Islanda riuscì fino a metà del ventesimo secolo a diventare uno Stato indipendente: nel 1904 buona parte dell'esecutivo si trasferì a Reykjavík. Dal 1º dicembre 1918 l'Islanda divenne un regno, sottomesso comunque alla corona danese. A questo punto Reykjavík divenne ufficialmente la capitale d'Islanda. Nel frattempo è cresciuto il numero di abitanti: da 6 000 nel 1901 a 17 000 nel 1920.
Negli anni venti e trenta la città prosperò grazie alla produzione redditizia dello stoccafisso e dell'export di prodotti ittici in genere (per esempio merluzzo). A questa fase seguì una depressione (raccontata nei romanzi del premio Nobel Halldór Laxness). La ripresa venne durante la seconda guerra mondiale (l'isola riforniva di prodotti alimentari del mare gli alleati), con l'occupazione degli inglesi prima e degli statunitensi dopo (periodo raccontato nei romanzi di Einar Kárason).
Gli statunitensi sostennero la costruzione del grande Aeroporto Internazionale di Keflavík ottenendo in cambio il diritto di stabilire permanentemente nelle sue vicinanze le proprie truppe. Vennero così a crearsi molti posti di lavoro che generò una migrazione interna dalle campagne verso la capitale (migrazione che perdura tuttora).
Il 17 giugno 1944 venne proclamata a Þingvellir la Repubblica d'Islanda e Reykjavík divenne capitale del nuovo Stato indipendente, con sede del primo ministro, mentre la sede del presidente della repubblica (che ha funzioni rappresentative) si trova a Bessastaðir, un sobborgo di Reykjavík.
A partire dagli anni 1950 si può parlare di un boom della capitale. La qualità della vita crebbe vistosamente. L'afflusso di popolazione dalle campagne non diminuì e sempre più industrie si stabilirono nella capitale.
Reykjavík divenne famosa al resto del mondo nel 1972, quando vi si svolse la finale del campionato mondiale di scacchi tra Bobby Fischer e Boris Spasskij, e poi grazie al vertice tra i capi di Stato statunitense Ronald Reagan e sovietico Michail Gorbačëv nell'ottobre 1986.
Dagli anni novanta la città svolge un ruolo importante nell'ambito dei settori tecnologici, avendo investito nel settore high-tech.
Oggigiorno si può considerare Reykjavík una città in crescita anche culturalmente. Per esempio vi è una scena musicale e artistica vivace. Ad artisti di indubbia fama mondiale come la cantante pop Björk e la band Sigur Rós si affiancano numerosi altri musicisti di varie età (spesso anche giovanissimi) che spesso riescono anche a varcare le soglie nazionali. Dal 2004 ogni anno alla fine di settembre ha luogo il Reykjavík International Film Festival, festival internazionale del cinema.
Il forte sviluppo urbano ha anche portato a boom edilizi che hanno cambiato la fisionomia della città.
Alcuni edifici, come il recente teatro d'opera e centro polifunzionale Harpa, sono di interesse architettonico.
Tuttavia il centro della città differisce da quelli delle altre città europee per l'assenza di edifici antichi e di una attenta pianificazione urbanistica.

## Monumenti e luoghi d'interesse
Nel centro di Reykjavík si trova il parlamento e al suo fianco il duomo, ovvero la chiesetta sede della chiesa di stato islandese.
Sulle due colline opposte si trovano la chiesa "Hallgrímskirkja", la chiesa più grande d'Islanda, e la chiesa luterana, la storica Cattedrale di Cristo Re, edificata in stile normanno.
Oltre agli edifici più o meno antichi a Reykjavík ci sono anche numerosi edifici di architettura moderna.

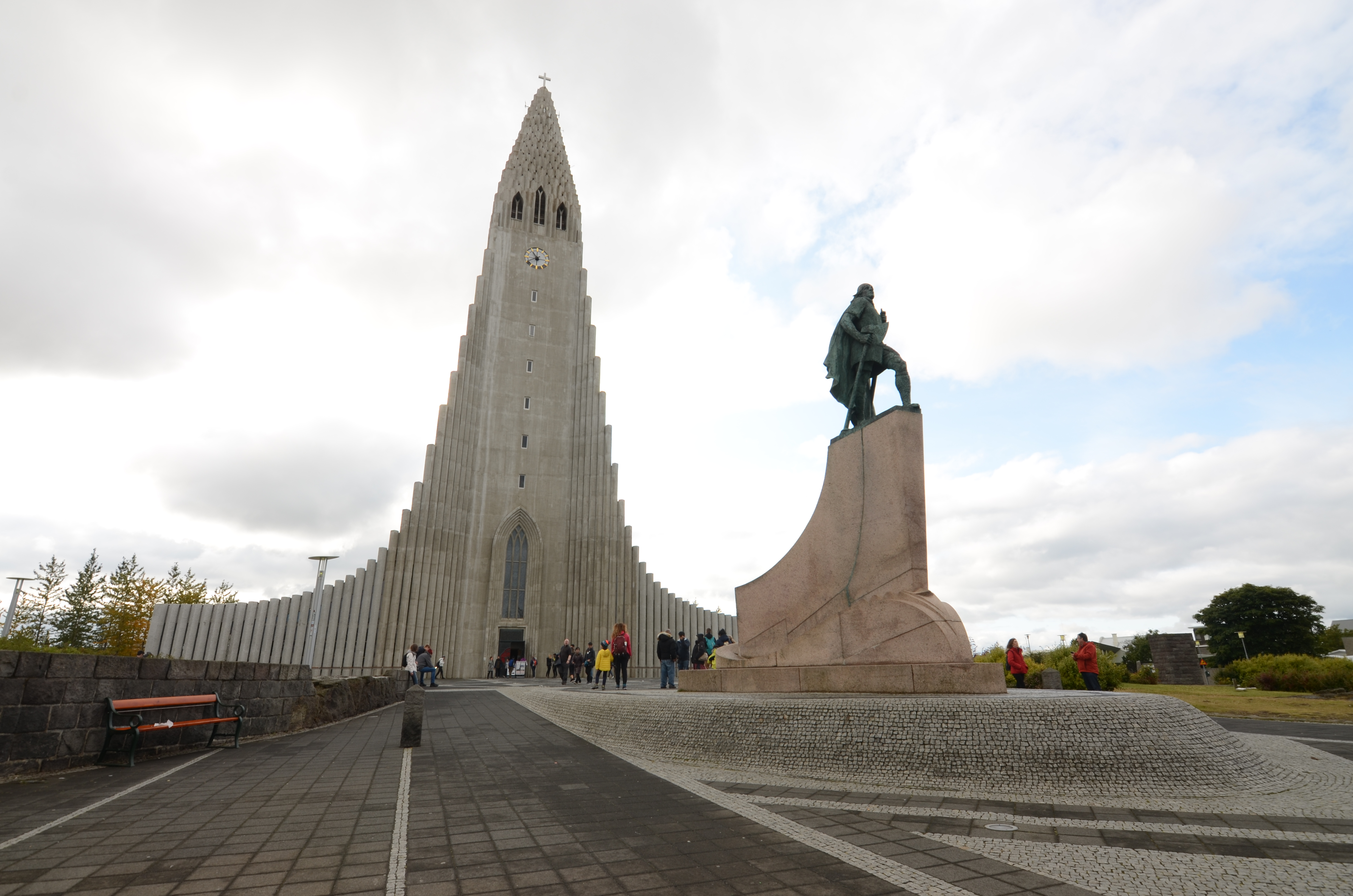
Monumento a Leif Erikson e la chiesa di Hallgrímskirkja.

La HallgrímskirkjaSpiccano fra le architetture moderne le nuove chiese come la Hallgrímskirkja (chiesa di Hallgrímur), capolavoro di quello che è stato definito lo stile "nazionale basaltico islandese". Il luogo di culto, nei pressi del centro pedonale, è anche l'edificio più alto d'Islanda. Situato in cima a una collina sovrasta il centro della città. Con la sua torre alta 73 metri può essere considerata il simbolo della città. Un ascensore porta fino in cima alla torre che offre come anche l'Öskjuhið la miglior vista panoramica sulla città fino allo Snæfellsjökull. Alla chiesa è stato dato il nome del poeta Hallgrímur Pétursson. Fu progettata negli anni trenta dall'architetto di Stato Guðjón Samúelsson, che progettò anche la parrocchiale luterana di Akureyri. La costruzione cominciò nel 1943 e durò 38 anni, con l'inaugurazione definitiva nel 1986. All'esterno si nota la forma espressionista che ricorda, per dichiarazione d'intento dello stesso progettista, le colonne delle rocce basaltiche assai diffuse in Islanda. L'interno molto luminoso riprende ed esalta stilemi gotici. Le finestre dietro l'altare non sono colorate e permettono di vedere il cielo e le nuvole.
Un edificio appariscente è il Perlan nel quartiere Öskjuhlið. Sotto una cupola di vetro si trova un enorme serbatoio di acqua bollente per il riscaldamento delle case, la fornitura di acqua calda e in inverno il riscaldamento delle strade e marciapiedi. Vi si trova pure un piccolo museo dedicato alle saghe islandesi, nonché alcuni negozi e, all'ultimo piano, un ristorante girevole che, compiendo una rotazione completa in due ore, offre ai clienti una vista completa sulla zona circostante.
Importante la Dómkirkjan, il principale luogo di culto luterano della Chiesa nazionale d'Islanda.
Un altro appariscente edificio, di recente costruzione e inaugurato nel maggio 2011, è l'Harpa. Situato di fronte all'incrocio principale del centro della città, incanta spesso i passanti con giochi di luci artificiali e riflessi del Sole sulle pareti esterne completamente vetrate.
In generale la città è caratterizzata dalla presenza di tante piccole case con giardino. Le case sono solitamente rivestite in lamiera. In alcune zone, come per esempio il porto, vengono costruiti edifici più grandi e di architettura moderna.

## Società

### Evoluzione demografica
Reykjavík è l'insediamento più popoloso in Islanda e nel 2013 contava 119 764 abitanti. Oggi vi sono presenti numerose minoranze etniche, tra le quali le più consistenti sono quelle polacche, filippine e danesi. Gli stranieri, al 2013, sono circa l'11% della popolazione.

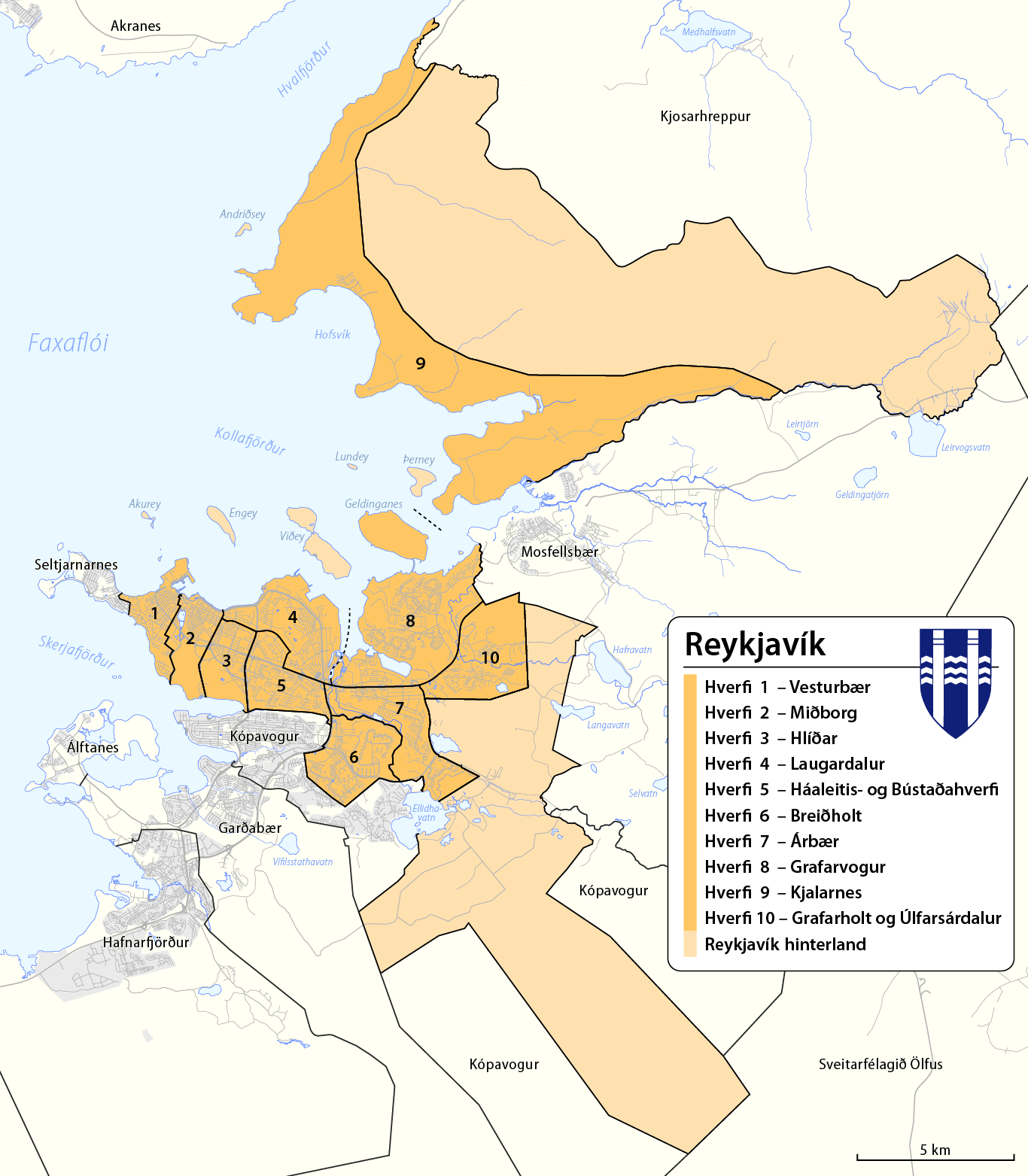
Distretti di Reykjavík.

Reykjavík è suddivisa in 10 distretti:
- Vesturbær (Distretto 1)
- Miðborg (Distretto 2)
- Hlíðar (Distretto 3)
- Laugardalur (Distretto 4)
- Háaleiti og Bústaðir (Distretto 5)
- Breiðholt (Distretto 6)
- Árbær (Distretto 7)
- Grafarvogur (Distretto 8)
- Kjalarnes (Distretto 9) (a nordest)
- Grafarholt og Úlfarsárdalur (Distretto 10)

| Anno | Abitanti |
| ---- | -------- |
| 1801 | 600      |
| 1860 | 1450     |
| 1901 | 6321     |
| 1910 | 11 449   |
| 1920 | 17 450   |

| Anno | Abitanti |
| ---- | -------- |
| 1930 | 28 052   |
| 1940 | 38 308   |
| 1950 | 55 980   |
| 1960 | 72 407   |
| 1970 | 81 693   |

| Anno | Abitanti |
| ---- | -------- |
| 1980 | 83 766   |
| 1985 | 89 868   |
| 1990 | 97 569   |
| 1995 | 104 258  |
| 2003 | 113 387  |

La Regione della Capitale comprende le municipalità limitrofe di Hafnarfjörður, Bessastaðahreppur, Garðabær, Kópavogur, Seltjarnarnes e Mosfellsbær, raggiungendo nel 2013 un totale di 205 675 abitanti.
Abitanti censiti (in migliaia)

## Politica

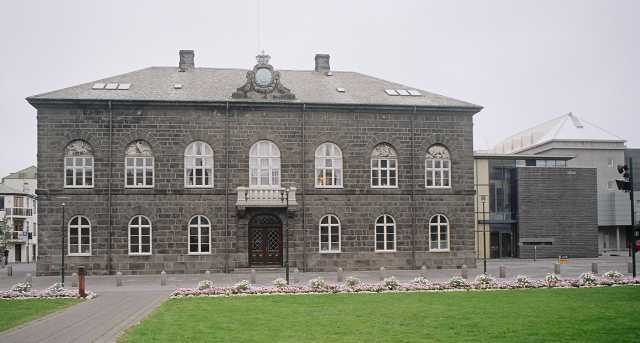
Il parlamento.

Reykjavík è sede del presidente della repubblica, del parlamento (Alþingishúsið) e del governo. Vi hanno sede anche le ambasciate.

### Amministrazione
| Periodo          | Periodo          | Primo cittadino              | Partito                    | Carica  | Note |
| ---------------- | ---------------- | ---------------------------- | -------------------------- | ------- | ---- |
| 1908             | 1914             | Páll Einarsson               |                            | Sindaco |      |
| 1914             | 1932             | Knud Zimsem                  |                            | Sindaco |      |
| 1932             | 1935             | Jón Þorláksson               | Partito dell'Indipendenza  | Sindaco |      |
| 1935             | 1940             | Pétur Halldórsson            |                            | Sindaco |      |
| 8 ottobre 1940   | 4 febbraio 1947  | Bjarni Benediktsson          | Partito dell'Indipendenza  | Sindaco |      |
| 4 febbraio 1947  | 6 ottobre 1960   | Gunnar Thoroddsen            | Partito dell'Indipendenza  | Sindaco |      |
| 6 ottobre 1960   | 1º dicembre 1972 | Geir Hallgrímsson            | Partito dell'Indipendenza  | Sindaco |      |
| 1º dicembre 1972 | 15 agosto 1978   | Birgir Ísleifur Gunnarsson   |                            | Sindaco |      |
| 15 agosto 1978   | 27 maggio 1982   | Egill Skúli Ingibergsson     |                            | Sindaco |      |
| 27 maggio 1982   | 16 luglio 1991   | Davíð Oddsson                | Partito dell'Indipendenza  | Sindaco |      |
| 16 luglio 1991   | 17 marzo 1994    | Markús Örn Antonsson         |                            | Sindaco |      |
| 17 marzo 1994    | 13 giugno 1994   | Árni Sigfússon               |                            | Sindaco |      |
| 13 giugno 1994   | 1º febbraio 2003 | Ingibjörg Sólrún Gísladóttir | Alleanza Socialdemocratica | Sindaco |      |
| 1º febbraio 2003 | 30 novembre 2004 | Þórólfur Árnason             | Alleanza Socialdemocratica | Sindaco |      |
| 30 novembre 2004 | 13 giugno 2006   | Steinunn Valdís Óskarsdóttir | Alleanza Socialdemocratica | Sindaco |      |
| 13 giugno 2006   | 16 ottobre 2007  | Vilhjálmur Þ. Vilhjálmsson   |                            | Sindaco |      |
| 16 ottobre 2007  | 24 gennaio 2008  | Dagur B. Eggertsson          |                            | Sindaco |      |
| 24 gennaio 2008  | 21 agosto 2008   | Ólafur F. Magnússon          |                            | Sindaco |      |
| 21 agosto 2008   | 15 giugno 2010   | Hanna B. Kristjánsdóttir     |                            | Sindaco |      |
| 15 giugno 2010   | 16 giugno 2014   | Jón Gnarr                    | Il Miglior Partito         | Sindaco |      |
| 16 giugno 2014   | in carica        | Dagur B. Eggertsson          | Alleanza Socialdemocratica | Sindaco |      |

## Economia e trasporti
A Reykjavík si trovano soprattutto imprese di servizi, industrie legate alla pesca o all'alta tecnologia (ricerca genetica e laboratori biotecnici).
Borgartún è il centro finanziario di Reykjavík, dove hanno sede la maggior parte delle aziende e le tre maggiori banche d'investimento: Glitnir Bank, Kaupthing Bank, Landsbankinn.
La città è servita da strade moderne fino a sei corsie. La strada circuminsulana N.1 passa attraverso i quartieri periferici, passando da est sulla collina Hellisheiði proveniente dalla direzione di Selfoss e continuando in direzione nordovest verso Akranes e Borgarnes, passando a fianco del massiccio montuoso Esja.
La città è servita dall'aeroporto internazionale di Keflavík, a circa 50 km, al quale è collegata tramite una statale quasi completamente a quattro corsie. Vicino al centro della città sorge l'aeroporto di Reykjavík usato principalmente per i voli domestici, per le isole Fær Øer e la Groenlandia o per voli privati.
La città è inoltre dotata di un servizio di mezzi pubblici, operato da Strætó bs. tramite autobus, strutturato su cinque stazioni decentralizzate. Viene discussa l'opportunità per i mezzi pubblici di passare alla trazione elettrica (energia ampiamente disponibile e a basso costo in Islanda). La soluzione ferrotranviaria è stata scartata per via dei frequenti terremoti e sembra delinearsi (2004) una decisione a favore dei filobus. Nel frattempo si testa l'alternativa della trazione a idrogeno.
Per i collegamenti verso l'esterno della capitale è presente il BSÍ, il centro viaggiatori. Qui fanno capolinea tutti i pullman verso il resto dell'isola, aeroporto di Keflavík incluso.

## Cultura

### Università
A Reykjavík sono presenti due principali campus universitari, di due università differenti,
La prima è l'Università d'Islanda.
Fondata nel 1911 è la più grande università islandese ed è pubblica.
Il suo principale campus è formato da vari edifici posti tra l'aeroporto domestico e il centro della città.
Dall'altra parte dell'aeroporto, tra le rive di Nauthólsvík e la collina del Perlan, vi è il moderno edificio dell'Università di Reykjavík, una giovane università privata.

### Musei

#### Museo nazionale Þjóðminjasafn
Il museo esiste dal 1863 e dal 1955 si trova nell'attuale edificio. Vi sono esposti preziose opere artistiche e oggetti legati alla cultura islandese, nonché gioielli, armi, arte ecclesiastica e oggetti di uso quotidiano.
Oggetti notevoli sono la statuetta bronzea del dio Þór (Thor), un martello argenteo di Thor (Þórshamar) nonché il portone della chiesa di ValÞófsstaður riccamente intagliato.

#### Kjarvalsstaðir
Il museo in via Flókagata è dedicato prevalentemente, come dice il nome, alle opere del pittore Jóhannes Sveinsson Kjarval (1885 - 1972). Vi si trovano nei locali secondari pure esposizioni di altri artisti moderni.

#### Ásmundarsafn
Il museo situato nel Laugardalur è dedicato prevalentemente alle opere dello scultore Ásmundur Sveinsson (1893-1982). Il museo è molto luminoso. Davanti all'edificio si trova un giardino di sculture.

#### Museo Einar-Jónsson
Di fronte all'Hallgrímskirkja si trova il museo dello scultore islandese Einar Jónsson. L'edificio ricorda molto gli anni trenta. Al museo è annesso un giardino di sculture, nel quale figure un po' mistiche si nascondono dietro a fiori e cespugli.

#### Raccolta di manoscritti Árni-Magnússon
Lo studioso Árni Magnússon (citato anche in un romanzo del premio Nobel Halldór Laxness) raccolse nel XVII secolo migliaia di documenti, manoscritti medievali e altri testi storici portandoli in Danimarca. In seguito a una controversia durata anni la Danimarca restituì nel 1971 queste testimonianze di cultura islandese. Adesso sono conservate in questa raccolta e alcune vengono mostrate in un piccolo spazio espositivo al pubblico. Tra i documenti più preziosi vi è il Flateyjarbók (vedasi Breiðafjörður) e il Codex Regius.

#### Museo all'aperto Árbæjarsafn
Nel quartiere Árbær, poco fuori dal centro, si trova il grande museo all'aperto. Vi sono circa 30 case e capanne in torba del XIX secolo, comprensive di arredo interno. I custodi del museo portano i vestiti di quei tempi. Occasionalmente viene rappresentata l'attività artigiana.

#### MuseoÁsgrímur Jónsson(pinacoteca)
- Museo Sigurjón Ólafsson (sculture moderne)
- Museo della medicina Nesstofa
- The Living Art Museum
- Museo di scienze naturali
- Museo della fotografia
- giardino di sculture moderne sulla spiaggia del quartiere periferico Reykjavík-Víkur

### Vita notturna
Reykjavík è spesso riconosciuta come "la capitale della vita notturna del nord": è famosa infatti per la sua vita durante i fine settimana. Gli islandesi tendono a uscire la sera relativamente tardi così i bar e le discoteche si riempiono rapidamente verso la mezzanotte.
Tra le principali cause di questo comportamento c'è il costo dell'alcool nei bar. La birra, bandita in Islanda fino al 1º marzo 1989, è diventata molto popolare tra gli islandesi ma, come le altre bevande alcoliche, è ancora abbastanza costosa: il costo di una pinta attualmente varia tra i 5,50 e i 9 euro.

Più di cento bar e discoteche sono presenti nel centro di Reykjavík; la maggior parte di queste si trovano nelle zone di Laugavegur, Austurstræti e nelle strade adiacenti.
Gli orari di chiusura sono attualmente attorno alle cinque del mattino nei fine settimana e all'una di notte nella settimana.

### Teatri
Nella capitale ha sede il teatro nazionale islandese e l'Harpa Reykjavik Concert Hall.

## Sport
La città di Reykjavik conta cinque squadre nella massima serie calcistica islandese: il Fram (diciotto titoli), il Fylkir, il KR Reykjavík (ventiquattro titoli), il Víkingur (cinque titoli), e il Valur (venti titoli).
La squadra di basket del KR Reykjavík disputa la massima serie del campionato nazionale.
Dal 1964 è sede del torneo internazionale di scacchi Reykjavík Open.
In passato in città è stata presente anche una squadra di football americano, la Fjölnir Grafarvogur, che ha partecipato all'unico campionato nazionale disputato.

## Amministrazione

### Gemellaggi
| - Copenaghen - Helsinki - Nuuk - Oslo - San Pietroburgo | - Stoccolma - Tórshavn - Vilnius - Winnipeg - Weilburg |

## Galleria d'immagini

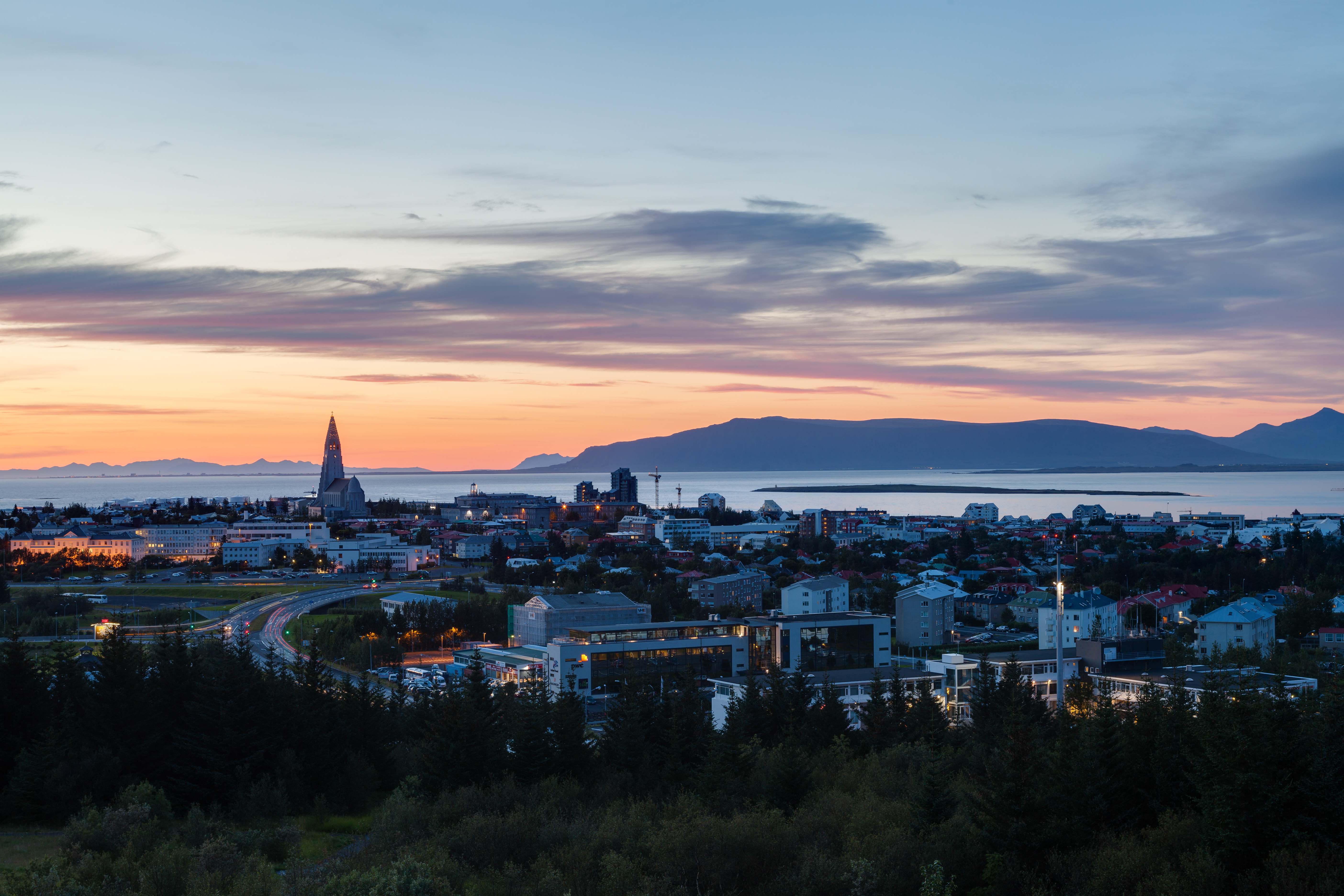
Vista di Reykjavík da Perlan
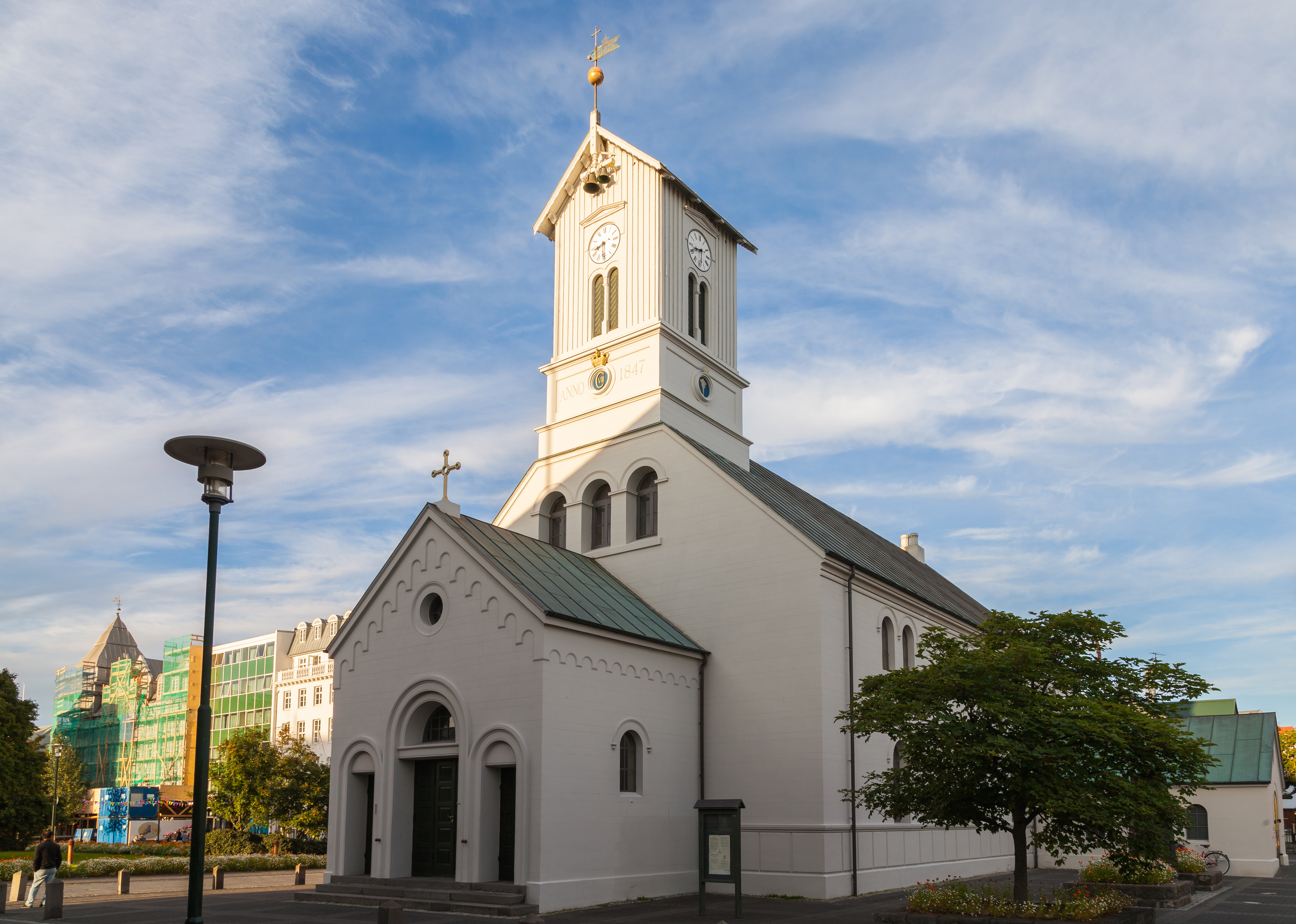
Cattedrale di Reykjavík
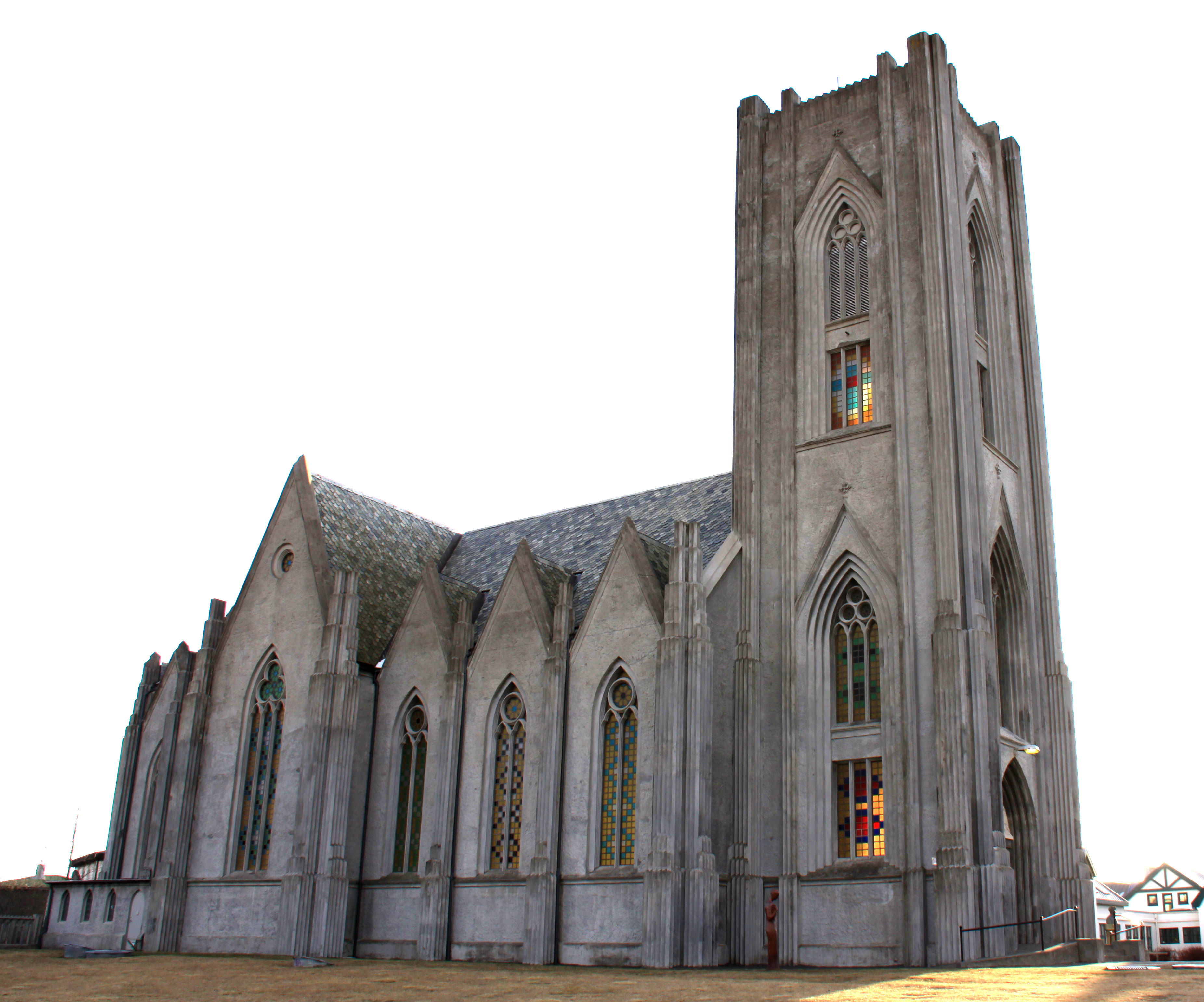
Landakotskirkja (Basilika Krists Konungs)
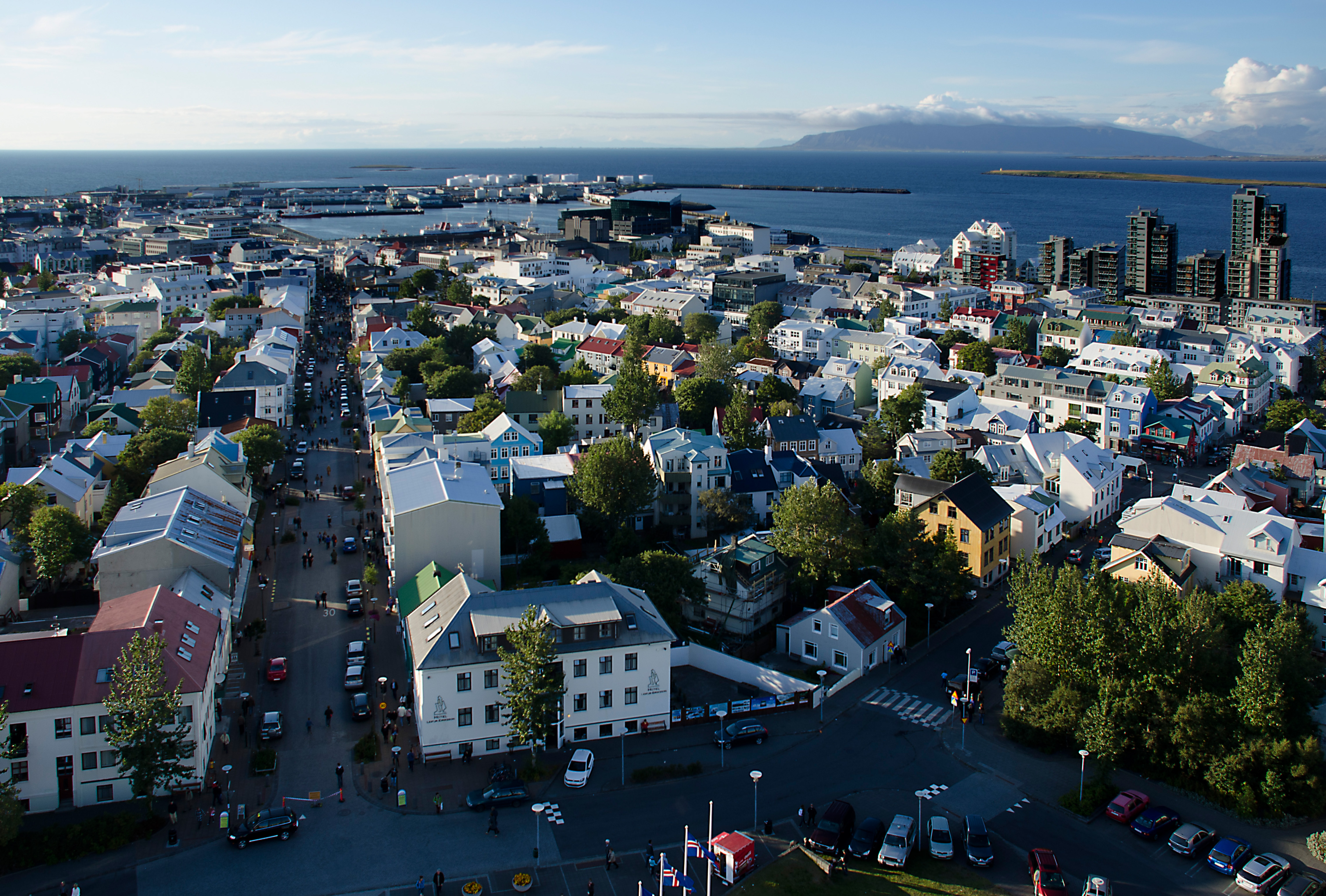
Reykjavík, vista dalla guglia di Hallgrimskirka
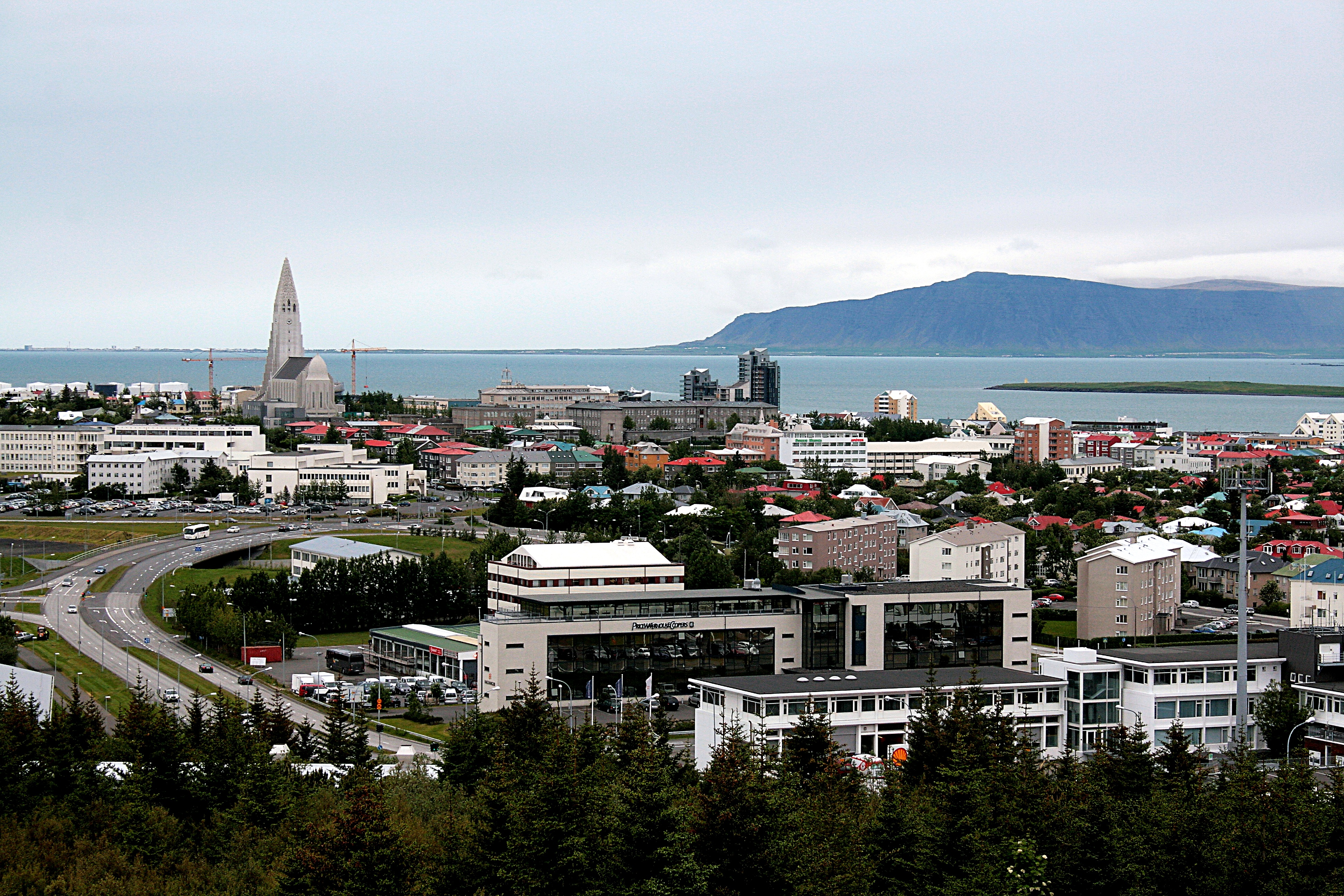
Vista della città vecchia
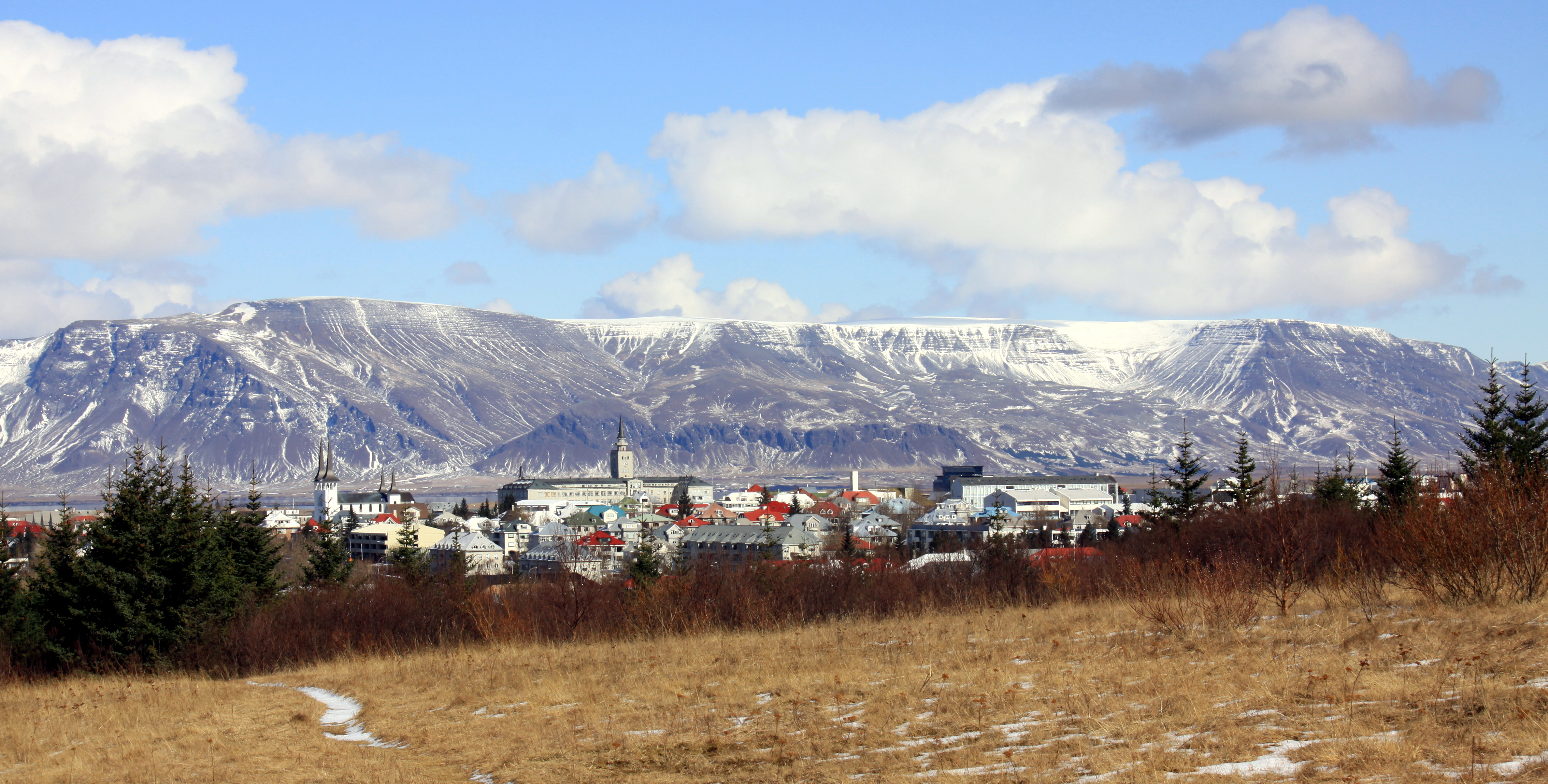
Esjan, la catena montuosa a nord di Reykjavík